# Chroicocephalus novaehollandiae scopulinus
Il gabbiano beccorosso (Chroicocephalus novaehollandiae scopulinus Forster, 1844) è un uccello della famiglia dei Laridi.

## Distribuzione e habitat
Questo gabbiano vive solamente in Nuova Zelanda. È stato anche avvistato in Australia, sulle Isole Kermadec e sull'isola di Lord Howe.

## Galleria d'immagini

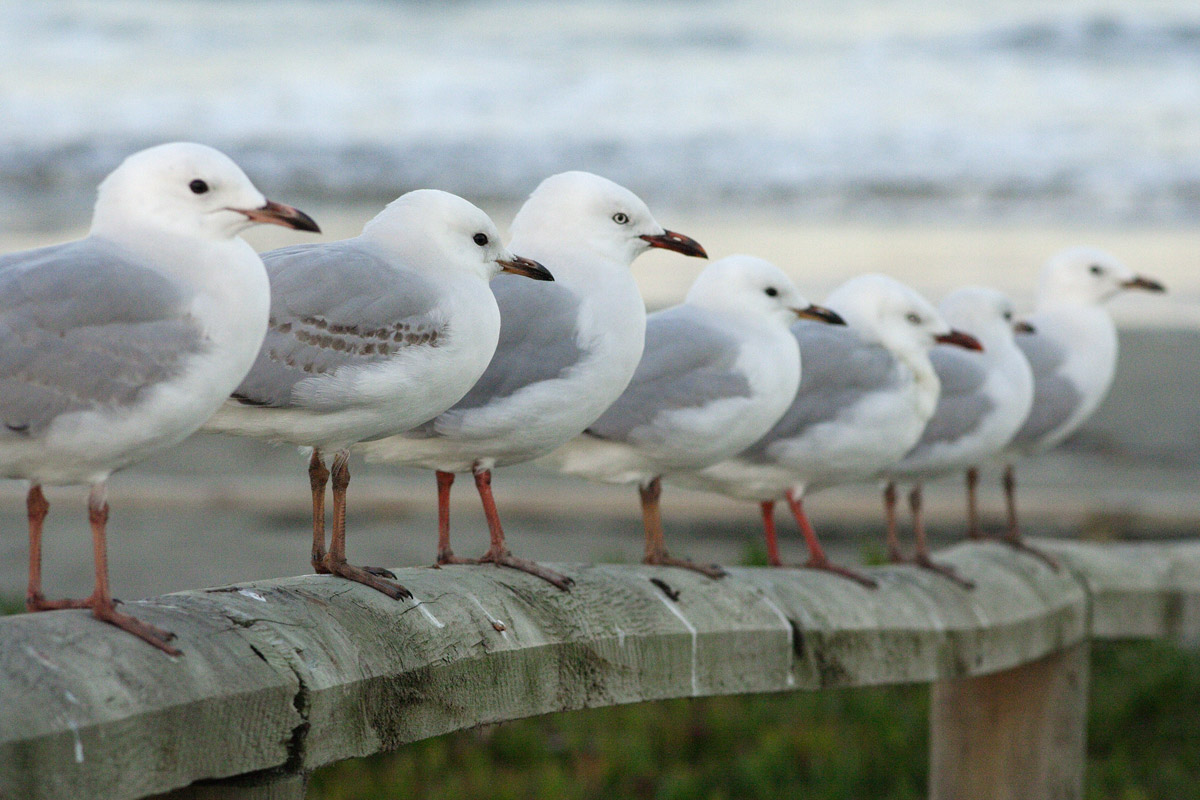
Giovani
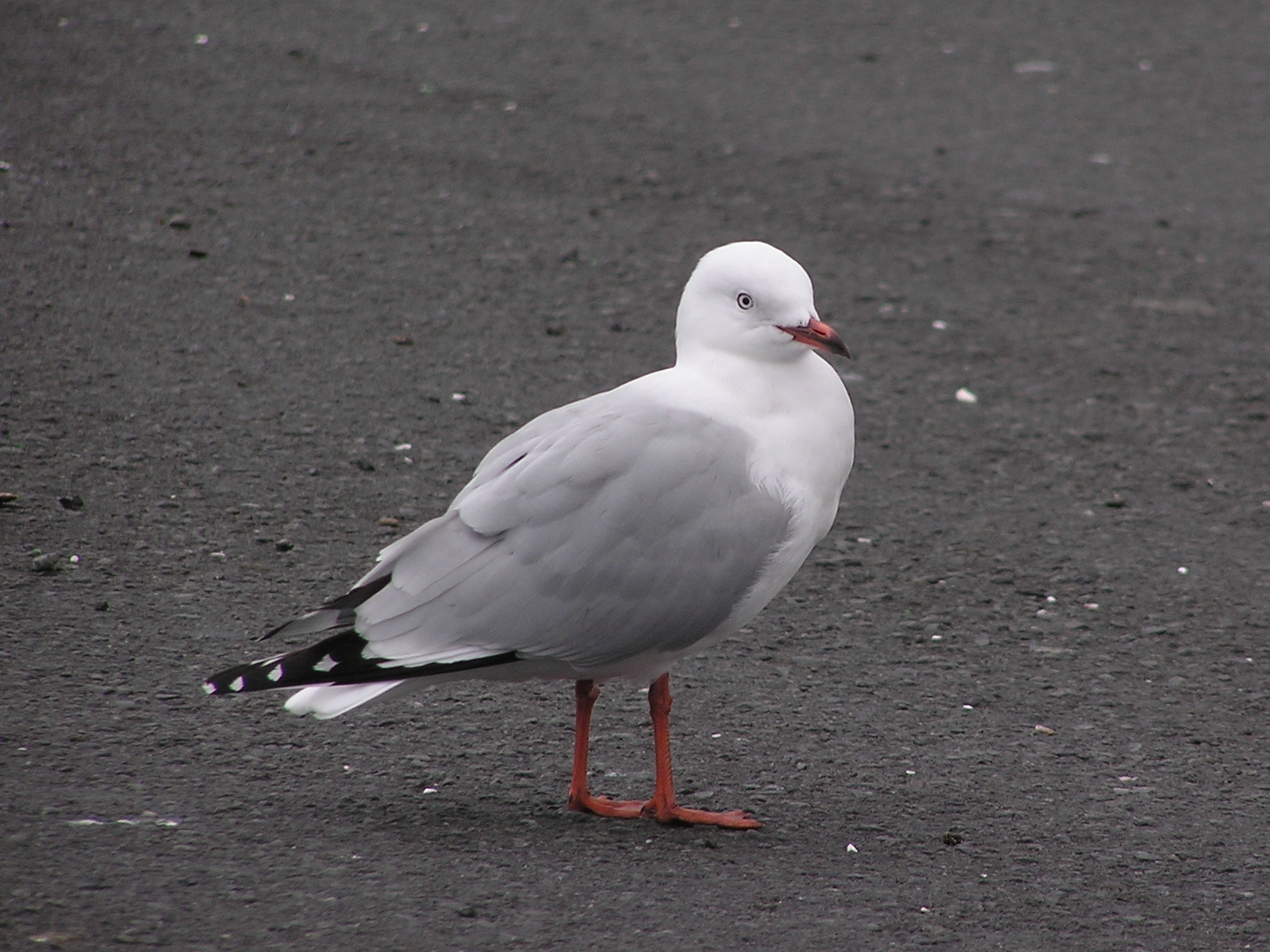
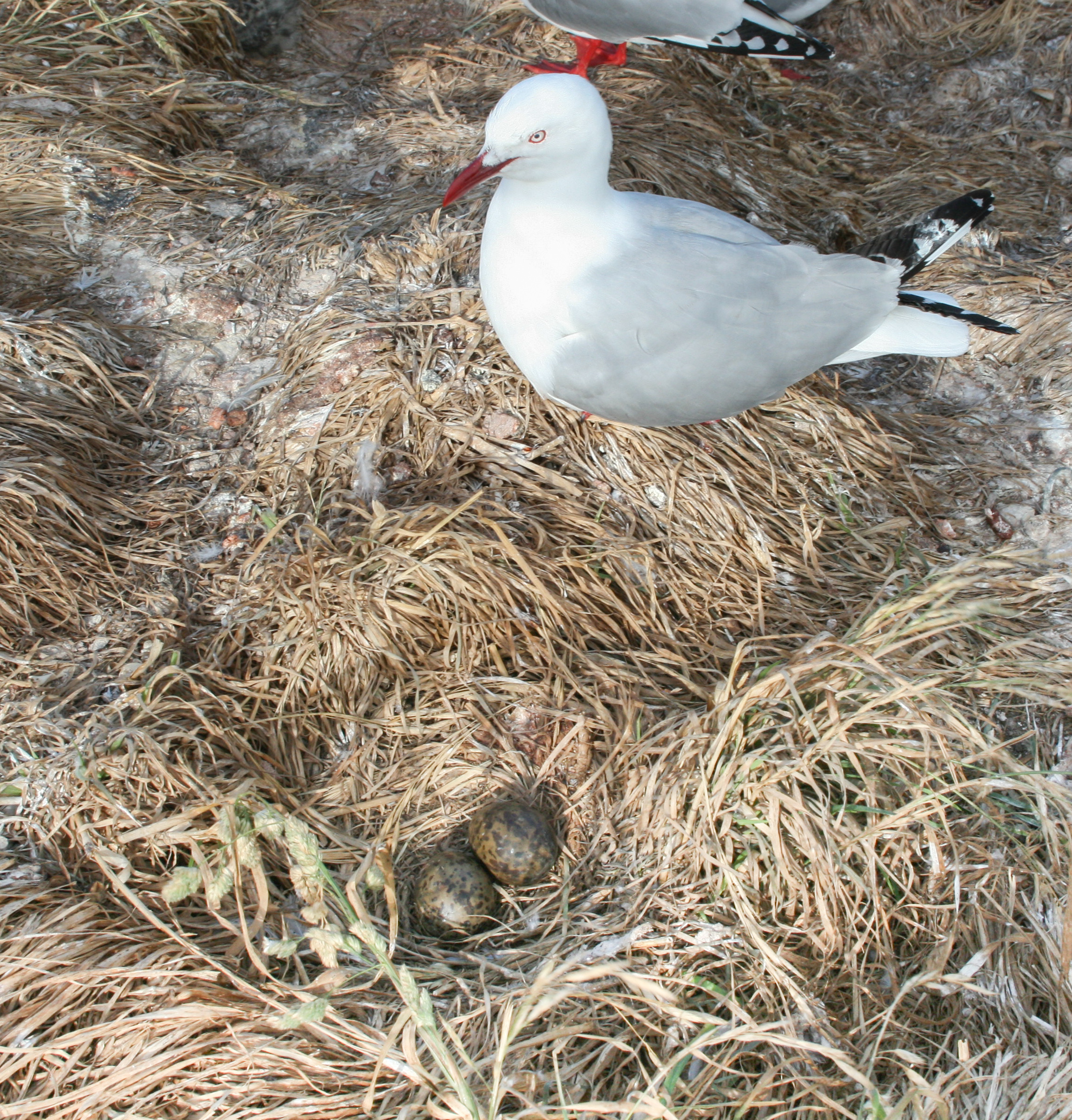
Uova